# Eleanor Bron
Eleanor Bron (nascida em 14 de março de 1938) é uma atriz inglesa de teatro, cinema e televisão e autora. Seus papéis no cinema incluem Ahme no musical dos Beatles Help! (1965), a Doutora em Alfie (1966), Margaret Spencer em Bedazzled (1967) e Hermione Roddice em Women in Love (1969). Ela apareceu em séries de televisão como Yes Minister, Doctor Who e Absolutely Fabulous.

## Biografia
Bron nasceu em 14 de março de 1938 em Stanmore, Middlesex, em uma família judia.  Antes de seu nascimento, seu pai Sydney havia mudado legalmente seu nome de Bronstein para Bron, em um esforço para melhorar sua empresa comercial recém-fundada, Bron's Orchestral Service.  Seu irmão mais velho era o produtor musical Gerry Bron. 
Ela frequentou a North London Collegiate School e depois o Newnham College, em Cambridge, onde leu Línguas Modernas.  Mais tarde, ela caracterizou seu tempo em Newnham como "três anos de mimos e privilégios incomparáveis". 

## Carreira

### Trabalhos Iniciais
Bron começou sua carreira na revista Cambridge Footlights de 1959, intitulada The Last Laugh, na qual Peter Cook também apareceu. A adição de uma artista feminina ao Footlights foi uma mudança; até então era totalmente masculino, com personagens femininas retratadas como travestis.

### Aparições em Filmes
Suas aparições em filmes incluem o papel de Ahme no filme dos Beatles, Help! (1965); o nome dela inspirou Paul McCartney quando ele compôs "Eleanor Rigby".  Outros papéis incluíram o médico que fundamenta o personagem de Michael Caine em Alfie (1966), a inatingível Margaret Spencer no filme de Peter Cook e Dudley Moore Bedazzled (1967), Hermione Roddice no filme de Ken Russell Women in Love (1969), e as irmãs McFee e MacArthur em The National Health (1973). Ela também apareceu nos filmes Two for the Road (1967) ao lado de Albert Finney e Audrey Hepburn, e A Touch of Love (1969) com Sandy Dennis e Ian McKellen. Mais tarde, ela apareceu em adaptações cinematográficas de Black Beauty (1994) e A Little Princess (1995).

### Televisão
Os primeiros trabalhos de Bron para a televisão incluíram aparições em Not So Much a Programme, More a Way of Life de David Frost,  My Father Knew Lloyd George e BBC-3, onde ela atuou em esquetes com John Fortune; eles já haviam trabalhado juntos no Establishment Club de Peter Cook. Mais tarde, seu trabalho incluiu programas como Where Was Spring? (1969, também ao lado de Fortune), World in Ferment (1969),  e After That, This (1975) - aquele com o cronômetro "ovo" nos créditos de abertura.
Ela colaborou com o romancista e dramaturgo Michael Frayn nos programas da BBC Beyond a Joke (1972)  e Making Faces (1975).  
Ela apareceu em "Equal Opportunities", um episódio de 1982 da série da BBC Yes Minister, interpretando uma funcionária pública sênior do Departamento de Jim Hacker.  Hacker planeja promovê-la - aparentemente para desferir um golpe pelos direitos das mulheres - apenas para ficar muito desapontado. 
Bron apareceu duas vezes na série original de Doctor Who . Ela teve uma breve cena cômica no seriado City of Death (1979) ao lado de John Cleese, que foi por sugestão de seu co-roteirista Douglas Adams.  Os dois são críticos de arte na galeria de arte de Denise René em Paris que estão admirando a TARDIS (que eles pensam ser uma obra de arte), quando o Doutor (Tom Baker), Romana (Lalla Ward) e Duggan (Tom Chadbon) correm para ele e ele se desmaterializa. O personagem de Bron, acreditando que isso faz parte da obra, afirma que é "Excelente, absolutamente requintado!"  Ela também teve a participação principal como a vilã Kara na série da era Colin Baker, Revelation of the Daleks (1985).  Bron mais tarde apareceu no drama de áudio de Doctor Who, Loups-Garoux (2001), estrelado por Peter Davison, no qual ela interpretou a rica herdeira Ileana de Santos. 
Bron interpretou um crítico de arte novamente em 1990, aparecendo no programa de comédia de esquetes da BBC, French and Saunders, em uma paródia de um documentário de Andy Warhol.  Mais tarde, ela fez aparições frequentes na série de televisão Absolutely Fabulous de Jennifer Saunders. Bron interpretou, via flashback, o personagem recorrente da mãe de Patsy, uma mulher que "espalhava bebês bastardos pela Europa como um irrigador de jardim". Depois de dar à luz, ela sempre dizia "Agora tire isso! E traga-me outro amante."  Em 1992, ela interpretou Maria Laslo na primeira série de Heartbeat. Ela teve um papel coadjuvante na história de fantasmas da BBC de 1994, The Blue Boy, e também apareceu no filme biográfico da BBC para TV, Saint-Ex, em 1996. Ela também narrou um episódio no Wild Discovery.

### Aparições no Palco
Em 1973, ela apareceu no musical do West End, The Card. Ao longo da década de 1980, ela apareceu nos shows beneficentes ao vivo The Secret Policeman's Ball da Amnesty International, trabalhando ao lado de Peter Cook e Rowan Atkinson, começando com o show de palco que os precedeu, A Poke in the Eye (With a Sharp Stick) em 1976. Em 2005, ela apareceu no Liverpool Empire Theatre na peça musical Twopence to Cross the Mersey. Ela apareceu no papel de uma abadessa na peça In Extremis, de Howard Brenton, encenada no Shakespeare's Globe em 2007. Ela também apareceu na versão dramatizada do filme All About My Mother, de Pedro Almodóvar, que estreou no teatro Old Vic no final do verão de 2007. 
Bron também fez a estreia de The Yellow Cake Revue (1980),  uma série de peças para voz e piano escritas por Peter Maxwell Davies em protesto contra a mineração de urânio nas Ilhas Orkney.  Bron escreveu e interpretou novos versos para Camille Saint-Saëns em O Carnaval dos Animais.   Ela também interpretou e gravou a parte de recitadora feminina em Façade de William Walton com o Nash Ensemble.  

### Desde 1985
Em 1985, Bron foi selecionada, por seu tom autoritário, para se tornar "a voz da BT" e ainda pode ser ouvida em várias mensagens de erro telefônicas britânicas, como "O número que você discou não foi reconhecido, verifique e tente novamente". 
Em 1998, ela apareceu como Frau Luther no episódio 2 "Stuckart" da adaptação da BBC Radio 4 de Fatherland, um romance de Robert Harris, junto com Anton Lesser, Angeline Ball, Stratford Johns, Michael Byrne, William Scott Masson e Michael Culver.
Em 2001 e 2002, ela apareceu no programa de comédia de rádio da BBC The Right Time, junto com Graeme Garden, Paula Wilcox, Clive Swift e Neil Innes. Outra aparição notável no rádio foi em The Further Adventures of Sherlock Holmes no episódio de 2002 "The Madness of Colonel Warburton". Em 2001, ela interpretou a bisavó na série de sete partes da ITV, Gypsy Girl, baseada nos livros de Elizabeth Arnold. 
Em 2006, ela narrou a adaptação da BBC Radio 4 do livro de Craig Brown 1966 e All That. Seu outro trabalho de voz inclui uma turnê gravada no Museu Sir John Soane em Londres, Inglaterra. 
Em abril de 2010, Bron, junto com Ian McKellen e Brian Cox, apareceu em uma série de anúncios de TV para apoiar o Age UK,  a instituição de caridade formada recentemente a partir da fusão da Age Concern e Help the Aged. Todos os três atores deram seu tempo gratuitamente.
Em junho de 2010, Bron estrelou como ator convidado em Foyle's War no episódio "The Russian House".
Ela apareceu na longa série de TV britânica Midsomer Murders como Lady Isobel DeQuetteville no episódio "The Dark Rider", exibido pela primeira vez na ITV1 em 1 de fevereiro de 2012.  Em 2019, ela apareceu como Maxine em "The Miniature Murders".
Em 25 de dezembro de 2013, Bron apareceu na BBC One em The Tractate Middoth, uma adaptação da história de fantasmas de M.R. James The Tractate Middoth.
Em 25 de julho de 2014 ela se juntou ao elenco da novela de rádio The Archers, fazendo o papel de Carol Tregorran. 
Em novembro-dezembro de 2019, Bron leu Avós de Salley Vickers  em 10 partes na BBC Radio 4. 

## Vida Pessoal
Bron foi companheira do arquiteto Cedric Price por muitos anos até sua morte em 2003; eles não tiveram filhos.  Uma entrevista com Bron em 2015 revelou que ela havia votado em Jeremy Corbyn na eleição para a liderança trabalhista.  Bron é pescetariana. 

## Filmografia
| Ano  | Título                        | Papel                                       | Notas         |
| ---- | ----------------------------- | ------------------------------------------- | ------------- |
| 1965 | Help!                         | Ahme                                        |               |
| 1966 | Alfie                         | The Doctor                                  |               |
| 1967 | Two for the Road              | Cathy Manchester                            |               |
| 1967 | Bedazzled                     | Margaret                                    |               |
| 1969 | A Touch of Love               | Lydia                                       |               |
| 1969 | Women in Love                 | Hermione Roddice                            |               |
| 1970 | Cucumber Castle               | Lady Margerie Pee                           | Filme para TV |
| 1973 | The National Health           | Sister McFee / Sister Mary MacArthur        |               |
| 1980 | The Day Christ Died           | Mary                                        | Filme para TV |
| 1983 | The Hound of the Baskervilles | Mrs Barrymore                               |               |
| 1985 | Turtle Diary                  | Miss Neap (Flora)                           |               |
| 1987 | Little Dorrit                 | Mrs. Merdle                                 |               |
| 1994 | Deadly Advice                 | Judge                                       |               |
| 1995 | Black Beauty                  | Lady Wexmire                                |               |
| 1995 | A Little Princess             | Miss Minchin                                |               |
| 1996 | Saint-Ex                      | Marie de Saint-Exupéry                      |               |
| 2000 | The House of Mirth            | Mrs. Julia Peniston, Lily's Aunt            |               |
| 2001 | Iris                          | Principal                                   |               |
| 2002 | The Heart of Me               | Mrs. Burkett / Madeleine and Dinah's mother |               |
| 2004 | Love's Brother                | Signora Carmellina                          |               |
| 2004 | Wimbledon                     | Augusta Colt                                |               |
| 2010 | StreetDance 3D                | Madame Fleurie                              |               |
| 2012 | Hyde Park on Hudson           | Daisy's Aunt                                |               |

## Espetáculos de teatro selecionados
- Elena Andreyevna em Uncle Vanya de Anton Chekhov. Dirigido por Michael Elliott no Royal Exchange, Manchester. (1977)
- Monica Reed no presente riso por Noël Coward. Dirigido por James Maxwell no Royal Exchange, Manchester. (1977)
- Margaret Barrett em Uma Família de Ronald Harwood. Estreia mundial dirigida por Casper Wrede no Royal Exchange, Manchester. (1978)
- Heartbreak House, de George Bernard Shaw. Dirigido por Jonathon Hales no Royal Exchange, Manchester. (1981)
- Jean Brodie em The Prime of Miss Jean Brodie por Muriel Spark. Dirigido por John Dove no Royal Exchange, Manchester. (1984)
- Jocasta em Édipo de Sófocles. Dirigido por Casper Wrede no Royal Exchange, Manchester. (1987)
- Lady Caroline Pontefract em A Woman of No Importance no Vaudeville Theatre, em Londres. (2017)

## Escritora
Ela é autora de vários livros, incluindo Life and Other Punctures, um relato de 1978 sobre andar de bicicleta na França e na Holanda em uma bicicleta Moulton; e Cedric Price Retriever, um inventário do conteúdo das estantes de seu falecido parceiro, o arquiteto Cedric Price.

### Publicações
- Bron, Eleanor; Fortune, John (1972). Is Your Marriage Really Necessary?. [S.l.]: Methuen. ISBN 0-413-29450-1
- Bron, Eleanor (1978). Life and Other Punctures. [S.l.]: A. Deutsch. ISBN 978-0-233-97008-0
- Bron, Eleanor (1985). The Pillow Book of Eleanor Bron, or, An Actress Despairs. [S.l.]: Jonathan Cape Ltd. ISBN 0-224-02142-7
- Bron, Eleanor (1988). Eleonora Duse. [S.l.]: Blackwell. ISBN 0-86068-569-1
- Bron, Eleanor (1997). Double Take. [S.l.]: Orion. ISBN 1-85799-883-9
- Bron, Eleanor; Hardingham, Samantha (2006). Cedric Price Retriever. [S.l.]: Institute of International Visual Art. ISBN 1-899846-42-5

## Influências Culturais
Ela é mencionada na música de Yo La Tengo "Tom Courtenay": "... sonhando com Eleanor Bron, no meu quarto com as cortinas fechadas. . ."